# ليثينينا
بلدية ليثينينا (بالإسبانية: Leciñena) هي بلدية تقع في مقاطعة سرقسطة التابعة لمنطقة أراغون شمال شرق إسبانيا.

## الديموغرافيا
بلغ عدد سكان بلدية ليثينينا 1.339 نسمة عام 2011 (وفقاً للمعهد الوطني الإسباني للإحصاء).
| 1.413 | 1.378 | 1.302 | 1.284 | 1.291 | 1.299 | 1.339 |